# Такир

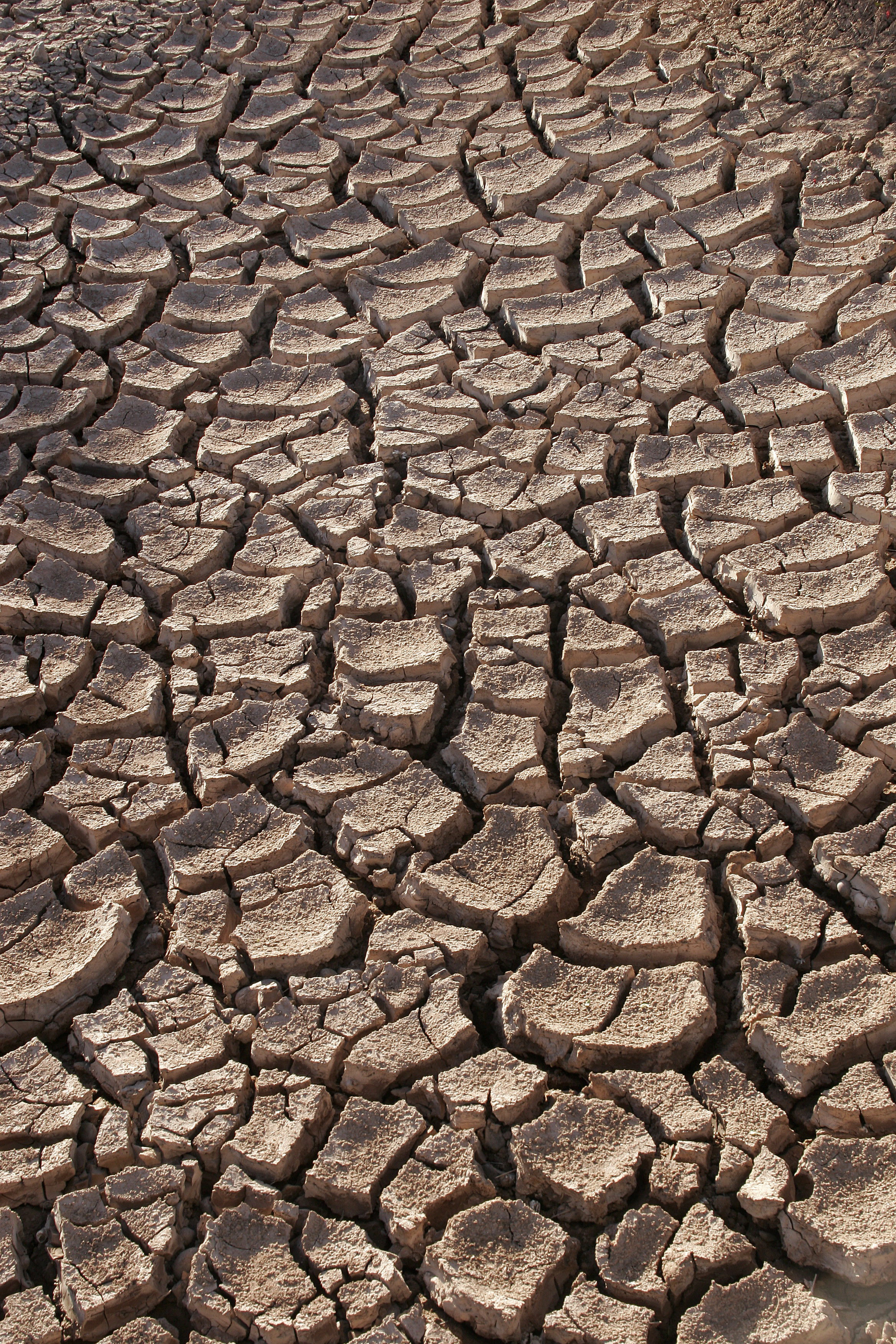
такири в пустелі Сонора

Такир (тюркська — гладкий, рівний, голий) — форма рельєфу, утворена при висиханні засолених ґрунтів (такирних ґрунтів) в пустелях і напівпустелях.

## Загальний опис
Такир форма рельєфу, що утворюється при висиханні засолених ґрунтів (такирних ґрунтів) в пустелях і напівпустелях, дно періодично пересихаючого озера. У вологий час Т. покритий тонким шаром води, яка, висихаючи, оголює липкий, грузлий багнистий ґрунт на дні. При висиханні ґрунт зменшується в обсязі, тому поверхня дна покривається щільною кіркою, розбитою тріщинами висихання на полігони різних форми й розміру залежно від місцевих умов. Розміри Т. від декількох м2 до десятків і сотень км2. Формується за умови залягання ґрунтових вод на глибині більше 1,5 м, коли надлишки солі йдуть у ґрунтові води й не вертаються назад по капілярах. У профілі виділяють такі горизонти Т.: полігонально-тріщинна, пориста щільна кірка товщиною 2-5 см; шаруватий горизонт товщиною 8-10 см і безструктурний горизонт потужністю до 40 см, який переходить у породу. Т. розповсюджені у пустелях Середньої Азії.

## Такирний рельєф
Такир звичайно формується в плоских улоговинах, де після сезонних дощів виникають неглибокі озера; висихання тонкого шару води оголює в'язке мулисте дно, поверхневий шар якого при висиханні зменшується в об'ємі, утворюючи корку, розбиту тріщинами на окремі багатокутні плити різних форм і розмірів. Площа таких плит залежить від складу донних відкладень (такирних ґрунтів), ступеня засоленості, режиму висихання і т.і. Такири формуються при заляганні горизонту ґрунтових вод понад 1,5 м, в таких умовах солі йдуть в ґрунтові води і повертаються назад по капілярах.
Такири характерні, в першу чергу, для пустель суббореального пояса Азії, площа окремих такирів визначається площею безстокової улоговини, де зустрічаються сори, - ложем висихаючого озера, що створює такир, і становить до десятків квадратних кілометрів.
У пустельних районах США подібні структрури відомі як «плайя» (Playa), або salt flat, а в арабських країнах – як сабха.

## Такирні ґрунти
Термін стосується глинистих ґрунтів такирів, що мають чітко виділену щільну шарувату глинисту кірку з відносно низьким, у порівнянні з шарами нижчого рівня, вмістом солей, що лежить або на проміжному гумусмісткому горизонті, або безпосередньо на засоленій ґрунтоутворюючій породі.
У сухому стані такирним ґрунтам притаманна висока міцність. Завдяки цій якості, а також рівності поверхонь такирів, в сухий період року в пустелі (кінець весни, літо і перша половина осені) по такирах можливий рух автомобільного транспорту з досить високими швидкостями (до 50-70 км/год), майже як по асфальту.
У вологому і мокрому (залитому водою) стані, особливо після сніготанення або інтенсивних дощів, такирні ґрунти високопластичні, заболочені. Рух транспорту по них (навіть всюдихідів) вкрай утруднений або й взагалі неможливий.

## Ресурси Інтернету
- Такыры [Архівовано 15 квітня 2012 у Wayback Machine.] в книге: Н. А. Гвоздецкий, Н. И. Михайлов. Физическая география СССР. - М., 1978.